# Билала
Билала (также булала, фр. bilala) — народ в Чаде, в основном проживающий в префектуре Батха, вокруг озера Фитри. Билала относятся к негроидной расе, исповедуют ислам и говорят на языке наба, относящемся к центральносуданской языковой семье. По переписи 1993 года численность Билала составила 136 629 человек.
Язык наба разделяется на четыре диалекта. Кроме билала, на нём также говорят соседние народы кука и медого. Вместе эти три народа известны под названием лиси.

## История
Билала впервые появились около озера Фитри в XIV веке. Это были кочевники, возглавляемые вождями из династии Сайфава, правящей династии империи Канем. Билала представляли собой политический союз, в этническом отношении возникший в результате объединения народов кайи (загава) и нгизим. Билала, однако, не входили в Канем, селились восточнее границ империи, и воевали с ней. Между 1376 и 1400 годами они убили пять из шести маи (царей) Канема, вытеснили канем из их столицы, а потом и вовсе уничтожили государство Канем, так что маи вынуждены были переселиться в Борну, на северо-востоке современной Нигерии. На месте Канема билала в XV веке образовали султанат Яо.
Через сто лет правителям Канем-Борно удалось подчинить султанат, и билала были вынуждены откочевать на восток, в течение нескольких веков оставаясь угрозой Канем-Борно.
В XV веке билала упоминает Лев Африканский, сообщая, что их государство богаче, чем соседний Канем, из-за успешной торговли с Египтом.
Билала сохраняли свою государственность вплоть до французской колонизации Экваториальной Африки.